# 施皮克尔巴赫
施皮克尔巴赫是德国莱茵兰-普法尔茨州的一个市镇。总面积6.89平方公里，总人口681人，其中男性332人，女性349人（2011年12月31日），人口密度99人/平方公里。